# Tjurkö kyrka
Tjurkö kyrka är en kyrkobyggnad i Karlskrona kommun som uppfördes 1876. Den är församlingskyrka i Sturkö församling, Lunds stift. Ursprungligen uppfördes den i Herrgårdsviken på Tjurkö, men 1929 flyttades den till dess nuvarande plats mellan Stenbräckagården och Tjurkö gamla skola.

## Kyrkobyggnaden
Kyrkan uppfördes 1876 av Kronoarbetskårens straffångar, på order av konsul Frans Herman Wolff. Den uppfördes ursprungligen i Herrgårdsviken på Tjurkö. 1929 erbjöds församlingen att ta över kyrkan, som då flyttades till sin nuvarande plats mellan Stenbräckagården och Tjurkö gamla skola. Kyrkan återinvigdes 1930 av biskop Edvard Magnus Rodhe.

### Stängning och renovering
Vid flytten genomfördes inte en noggrann undersökning av markförhållandena, med stora mängder vatten. Markvattnet kröp upp i bjälklagren och orsakade stora mögel- och fuktskador. 2011 beslutade man att stänga kyrkan, då den ansågs vara hälsofarlig. Under 2010-talet påbörjades en renovering, för att få bort vatten. Renoveringen finansierades till 90 procent, motsvarande 3,3 miljoner, av Lunds stift, ur den kyrkoantikvariska ersättningen. Övriga medel stod församlingen för.
Allt golv bröts upp, och alla inventarier flyttades ut. Den enda inredningen som kvarstod var de fyra taklampkronorna och vägglamporna. Predikstolen och altartavlan har förvarats annorstädes sedan kyrkan stängdes. Det har även två kandelabrar, som har tillhört Gustaf Mannerheim. Kyrkans tramporgel auktionerades ut vid stängningen.

## Kulturhistorisk betydelse
Enligt stiftsantikvarien i Lunds stift Heikki Ranta är kyrkan unik, såväl i Blekinge som i Sverige. En av anledningarna är att det är Lunds stifts enda brukskyrka.

## Inventarier
- Altartavlan är målad 1888 av fången Abel Andersson från Gävle efter ett original av danske konstnären Carl Bloch.
- Predikstolen är tillverkad 1664 av bildhuggaren Lauritz Nilsson och har tidigare funnits i Hällaryds kyrka.
- Två kandelabrar som har tillhört fältmarskalk Gustaf Mannerheim.